# Liste der Bodendenkmale in Werben (Elbe)
In der Liste der Bodendenkmale in Werben (Elbe) sind alle Bodendenkmale der Gemeinde Werben (Elbe) und ihrer Ortsteile aufgelistet. Grundlage ist die Auflistung von Johannes Schneider aus dem Jahr 1986. Die Baudenkmale sind in der Liste der Kulturdenkmale in Werben (Elbe) aufgeführt.
| Denkmal-ID | Fundart | Ortsteil | Bezeichnung     | Zeitstellung | Lage                                             | Bemerkungen | Bild |
| ---------- | ------- | -------- | --------------- | ------------ | ------------------------------------------------ | ----------- | ---- |
| ?          |         | Berge    | Steinkreuze (2) |              | In der Südostecke des Kirchhofs, Ortskern (Lage) |             |      |